# 國立後壁高級中學
國立後壁高級中學（英語：National Houbi Senior High School），簡稱後壁高中、後中、後高，位於中華民國（臺灣）臺南市後壁區。

## 校史
- 1955年，臺灣省政府教育廳核定由劉文華先生出任分部籌備主任，積極擘畫，整理校地，興建教室及教職員宿舍。在荒煙蔓草中，建立了嘉義女中後壁分部，並於當年暑期招生，招收男女生高中一班、初中兩班。
- 1959年，獨立設校，為臺灣省立後壁中學，首任校長劉文華先生。
- 1968年，配合九年國民教育實施，逐年結束初中部。
- 1970年，易名為臺灣省立後壁高級中學。
- 1975年，因應政府推行職業教育政策，暨配合社區經濟建設發展需要，自六十四學年度起，奉准增辦職業類科；首年設立美術工藝科，次年設立電工科，隔年設立建築製圖科。
- 1999年，設立資訊科，為一附設職業類科之高級中學。九十學年度起全面辦理綜合高中，目前有學術、美工、廣告設計、建築、營建、資訊、電機等七個學程。
- 2000年，奉中華民國教育部令改制為國立後壁高級中學。
- 2016年，105學年起不再辦理綜合高中，原先多媒體設計學程以及室內設計學程改為多媒體設計科以及室內空間設計科，另美工科增加一班。
- 2021年，學校共計7大科美工科2班、廣告設計科1班、室內設計科1班、多媒體設計科1班、建築科1班、電機科1班、資訊科1班、普通科2班，共計30班。

## 歷任校長
- 1955年3月~1969年2月：劉文華(首任)
- 1969年2月~1970年8月：白文卿(第二任)
- 1970年8月~1974年11月：殷其藻(第三任)
- 1974年11月~1980年8月：陳景嵩(第四任)
- 1980年8月~1985年8月：林輝(第五任)
- 1985年8月~1992年2月：黃警(第六任)
- 1992年2月~1996年7月：黃清華(第七任)
- 1996年7月~1999年2月：謝耀亭(第八任)
- 1999年2月~2006年7月：蔡伊佑(第九任)
- 2006年7月~2010年7月：吳延齡(第十任)
- 2010年7月~2012年8月：黃顯智(第十一任)
- 2012年8月~2018年7月：王崇懋(第十二任)
- 2018年8月~2022年7月：郭珍祥(第十三任)
- 2022年8月~至今：黃彥鳴(現任)

## 學生會
依據《國立後壁高級中學學生會組織章程》
第5條 (學生會之組織)之規定
```
學生會設會長及副會長各一人，由學生委員互選之。
學生會另置學生議會之議長及副議長各一人，由學生委員互選之。
學生會另置班聯會之主席及副主席各一人，由學生會正副會長兼任之。
學生會下設正副之秘書長、人事長、財務長、發言人、公關長、文宣長、活動長、
資訊長、法制長等行政部門幹部，由會長任命之。
學生會設學生委員，由各班自行選舉二人，全體總額若干人。
學生會設學生科系常務委員，由各科系學會會長兼任之。
學生會置教師顧問團，置教師顧問共五人。
學生會置各級附屬機構，其機構另以規程定之。
學生會置常設委員會，其委員會另以規程定之。
任何會議應置會議主席，會議主席應維持會議之秩序，凡意圖擾亂會議進行者，不
問其身分，一律請出議場。
會長、副會長得參與任何有關學生之權益相關會議。
```

## 外部連結
- 國立後壁高級中學官方網站（页面存档备份，存于） （繁體中文）國立後壁高中簡介 （页面存档备份，存于）